# Pegasus (grup)
Pegasus és un grup musical català de fusió jazz-rock. Fundat el 1981 pels membres procedents d'Iceberg Max Sunyer (guitarra) i Josep Mas "Kitflus" (teclats), Rafael Escoté (baix) procedent de Gòtic i Santi Arisa (bateria) de Fusioon.

## Trajectòria
Amb el seu primer LP "Nuevos encuentros" (Pegasus Records, 1982), el títol del qual evoca la trobada dels seus membres, el grup enceta un estil a mig camí entre el rock simfònic i el jazz progressiu instrumental que continua al següent disc "Comunicació-Comunicación-Comunication" (Pegasus Records, 1983). L'any següent Pegasus actua amb gran èxit al Festival de Jazz de Montreux, del qual s'edita un disc en directe (Pegasus Records, 1984). El grup continua l'activitat realitzant diverses gires nacionals i internacionals i l'any 1985 publiquen el seu tercer disc "Searching", més electrònic, utilitzant sintetitzadors i inspirat en la popularització dels ordinadors personals. El disc el van presentar en directe al Carnegie Hall de Nova York dins del Kool Jazz Festival, on actuaven també Tete Montoliu i Paco de Lucía i va actuar al Festival de Jazz de Montreux, sent escollit com a millor grup espanyol de jazz per la revista Quartica Jazz l'any 1986.
El 1986, per encàrrec de la Setmana de Cine de Barcelona, creen una banda sonora per a la pel·lícula alemanya del 1927, "Berlín, Simfonia d'una Gran Ciutat", de Walter Ruttmann, i que publiquen a l'àlbum del mateix títol (Pegasus Records). Pegasus va continuar fent actuacions el 1986 i 1987, i el 1988 editen el següent disc d'estudi, "Còctel", editat per Horus després de tancar Pegasus Records. El 1990 apareix el seu setè disc, "El setè cercle", en el que abandonen l'electrònica i tornen al seu so original.
El 1996 editen "Selva Pagana" (Actual Records), després del qual el grup no reapareix fins al 2007, amb un concert dins de les festes majors de Vilafranca del Penedès, punt de partida d'una renovada activitat en directe a Catalunya i Espanya. El 2008 inicien una petita gira a Vic en el marc del Mercat de Música Viva i el 6 de desembre actuen a l'Auditori de Barcelona, dins de la programació del Festival Internacional de Jazz. En aquesta nova etapa el percussionista Dan Arisa, fill de Santi Arisa, s'uneix al grup. El 2009, 2010 i 2011 segueixen en actiu amb gires de concerts per diverses ciutats de l'Estat.
El febrer del 2020 van oferir un concert a la Sala Luz de Gas de Barcelona per celebrar 40 anys de trajectòria, sota el títol 'L'apocalipsi final' i va tancar la seva trajectòria amb un últim concert amb convidats (Manel Camp, Carles Benavent, Salvador Niebla, David Palau) el 10 de març de 2021 a la Sala Barts de Barcelona, que va ser gravat per ser editat en disc.

## Discografia
- Nuevos Encuentros (1982)
- Comunicació (1983)
- Live at Montreaux (1984)
- Searching (1985)
- Simfonia d'una Gran Ciutat (1986)
- Còctel (1988)
- El Setè Cercle (1990)
- Selva Pagana (1997)
- La Prehistòria / Maquetes primigènies (2001)

Singles:
- Ball de Gegants / L'Enanito Trist (1982)
- Transmediterrani-Express / Kryptonita (1983)
- Amics / Enderroc (1988)
- Incendio en la Cumbre / Camí de Rupit (1985)

## Premis
- Primer premi del “Premi del Disc de la Generalitat de Catalunya” 1985
- Premi “Piano” al millor grup del 1985, Sabadell
- Premi “Quàrtica Jazz” (votació popular) al millor grup nacional 1986
- Premi ARC al millor grup de Jazz 2009